# Omloop van het Hageland 2014
La 10e édition de l'Omloop van het Hageland a eu lieu le 9 mars 2014. La course fait partie du calendrier international féminin UCI 2014 en catégorie 1.2 et de la Lotto Cycling Cup pour Dames 2014. Elle est remportée par la Britannique Elizabeth Armitstead.

## Classements

### Classement final
| \| Classement général \| Classement général \| Classement général \| Classement général \| Classement général \| \| Coureuse \| Coureuse \| Pays \| Équipe \| Temps \| \| ------------------ \| -------------------- \| ------------------ \| ---------------------- \| ------------------ \| \| 1re \| Lizzie Armitstead \| Royaume-Uni \| Boels Dolmans \| 3 h 15 min 43 s \| \| 2e \| Emma Johansson \| Suède \| Orica-AIS \| + 0 s \| \| 3e \| Audrey Cordon \| France \| Hitec Products \| + 4 s \| \| 4e \| Thalita de Jong \| Pays-Bas \| Rabo Liv Women \| + 4 s \| \| 5e \| Sofie De Vuyst \| Belgique \| Futurumshop.nl-Zannata \| + 4 s \| \| 6e \| Annemiek van Vleuten \| Pays-Bas \| Rabo Liv Women \| + 4 s \| \| 7e \| Jessie Daams \| Belgique \| Boels Dolmans \| + 4 s \| \| 8e \| Amanda Spratt \| Australie \| Orica-AIS \| + 7 s \| \| 9e \| Katarzyna Niewiadoma \| Pologne \| Rabo Liv Women \| + 9 s \| \| 10e \| Elisa Longo Borghini \| Italie \| Hitec Products \| + 9 s \| |                      |             |                        |                 |
| |                      |             |                        |                 |
| Source : Cycling Quotient |                      |             |                        |                 |
| Classement général |                      |             |                        |                 |
| Coureuse | Coureuse             | Pays        | Équipe                 | Temps           |
| 1re | Lizzie Armitstead    | Royaume-Uni | Boels Dolmans          | 3 h 15 min 43 s |
| 2e | Emma Johansson       | Suède       | Orica-AIS              | + 0 s           |
| 3e | Audrey Cordon        | France      | Hitec Products         | + 4 s           |
| 4e | Thalita de Jong      | Pays-Bas    | Rabo Liv Women         | + 4 s           |
| 5e | Sofie De Vuyst       | Belgique    | Futurumshop.nl-Zannata | + 4 s           |
| 6e | Annemiek van Vleuten | Pays-Bas    | Rabo Liv Women         | + 4 s           |
| 7e | Jessie Daams         | Belgique    | Boels Dolmans          | + 4 s           |
| 8e | Amanda Spratt        | Australie   | Orica-AIS              | + 7 s           |
| 9e | Katarzyna Niewiadoma | Pologne     | Rabo Liv Women         | + 9 s           |
| 10e | Elisa Longo Borghini | Italie      | Hitec Products         | + 9 s           |

### Points UCI
| Position           | 1er | 2e | 3e | 4e | 5e | 6e | 7e | 8e | 9e | 10e |
| Classement général | 40  | 30 | 16 | 12 | 10 | 8  | 6  | 3  | 2  | 1   |